# Asphondylia baca
Asphondylia baca är en tvåvingeart som beskrevs av Monzen 1937. Asphondylia baca ingår i släktet Asphondylia och familjen gallmyggor. Inga underarter finns listade i Catalogue of Life.